# Johanna Elizabeth (schip, 1929)
De Johanna Elizabeth uit 1929 is een binnenschip van het type luxe motorschip. Het schip is als varend monument® opgenomen in het Register Varend Erfgoed Nederland. Het heeft daarin een A-status en registratienummer 1318. In 2024 kreeg het schip na de verkoop van de huidige eigenaar de nieuwe naam.  

## Naam en erkenningen
De oorspronkelijke naam van het schip is achteraf nog lastig vast te stellen. Oude foto's van het schip laten het naambord zien, waarop Zes Gebroeders staat. Maar de Scheepsmetingsdienst heeft het gemeten als De Zes Gebroeders. Stella Maris is Latijn voor Sterre der Zee, een andere naam voor Maria. Er zijn veel schepen met deze naam, ook internationaal. 
Het schip is indertijd in Den Haag te boek gesteld als 1455 B 's-Hage 1954. 
Het Officieel scheepsnummer, ook wel Europanummer genoemd, is 3011455. Als European Number of Identification komt daar nog een "0" voor en werd het ENI nummer 03011455.
Het heeft een Rijnvaartverklaring als motorschip. Er is in verband met de buitenlandse reizen een douaneverklaring. Het schip had bedrijfsmatig als groepletter een K, nu recreatief een L.
Ontheffing voor het Certificaat van Onderzoek werd aangevraagd op 11 juli 2005, zonder dat die aanvraag werd opgevolgd. Maar het heeft nu een binnenschipcertificaat. Het schip mag gevaren worden met een klein vaarbewijs, echter niet op de Rijn boven het Spijkse Veer op km 857,40. Daar is een Sportpatent noodzakelijk en een voor de Rijn geschikt certifikaat.

## Geschiedenis
Het schip werd na de oplevering in 1929 door Scheepswerf "De Industrie" in Alphen aan den Rijn jaren gebruikt om beroepsmatig vervoer te verzorgen. 
Vóór de oorlog is met het schip van alles vervoerd. In de oorlog werd het gevorderd en verdween het tijdelijk naar Duitsland; het is niet bekend waarvoor het toen precies is ingezet. Na de oorlog bestond de vracht voornamelijk uit zand en grind, alle soorten veevoer en ook vermiculiet.

### Sanering
Met de jaren nam de schaalvergroting in de binnenvaart toe en de Raad van Ministers van de E.E.G nam 22 juni 1965 een besluit dat leidde tot de Sloopregeling Binnenvaart 1968. Deze sloopregeling maakte het mogelijk om een eigenaar van een schip of sleepboot, die zijn schip liet slopen, een uitkering te verlenen.  Met deze regeling werd het mogelijk de vloot te vernieuwen. De schepen mochten niet meer voor beroeps-/vrachtvaart worden gebruikt, maar konden nog wel prima dienen voor recreatieve doeleinden. De ervaring leerde dat dit veel gebeurde. Ze gingen vaak over naar de recreatie voor iets meer dan de prijs van oud ijzer. Nederland dankt er zijn vloot van historische bedrijfsvaartuigen aan, de grootste ter wereld. Ook de Stella Maris werd gesaneerd en verkocht. 

### Pleziervaart
Het schip heeft van 1969 tot 1972 bij het Witte Huis in Rotterdam gelegen en is daarna naar Gorinchem vertrokken. Het had daar sinds 2014 een eigen ligplaats met steiger aan de Stationsweg. In 2024 werd het verkocht aan schippers die een ligplaats voor een eigen schip nodig hadden en het gelijk weer doorverkochten. Het kreeg een nieuwe naam en vertrok weer naar een ligplaats bij de nieuwe eigenaar in Gouda. Het schip heeft in de pleziervaart inmiddels meer geschiedenis dan in de beroepsvaart.
Na 1969 hebben veel jonge mensen vanaf dit schip het plezier van op het water zijn kunnen ervaren. De eigenaar trok sinds die tijd veel samen op met zijn oude Lischgroep uit Rotterdam en gezamenlijk werden vele kampen in de Brabantse Biesbosch gehouden. Het fungeerde als (aanvullend) wachtschip voor die Scoutinggroep. Incidenteel voor de Lodewijk van Praetgroep uit Mijnsheerenland. Voor de Driestromengroep uit Numansdorp was het schip jarenlang wachtschip en kwam het voor kampen naar de Rijks- en Gemeentehaven. Honderden kinderen hebben hun eerste watersportervaring opgedaan in vletten van Scouting en daarbij aan boord van de Stella Maris geslapen. Velen hebben zo leren varen en hun Machtiging voor Bootleiding, tegenwoordig een CWO diploma, kunnen halen.

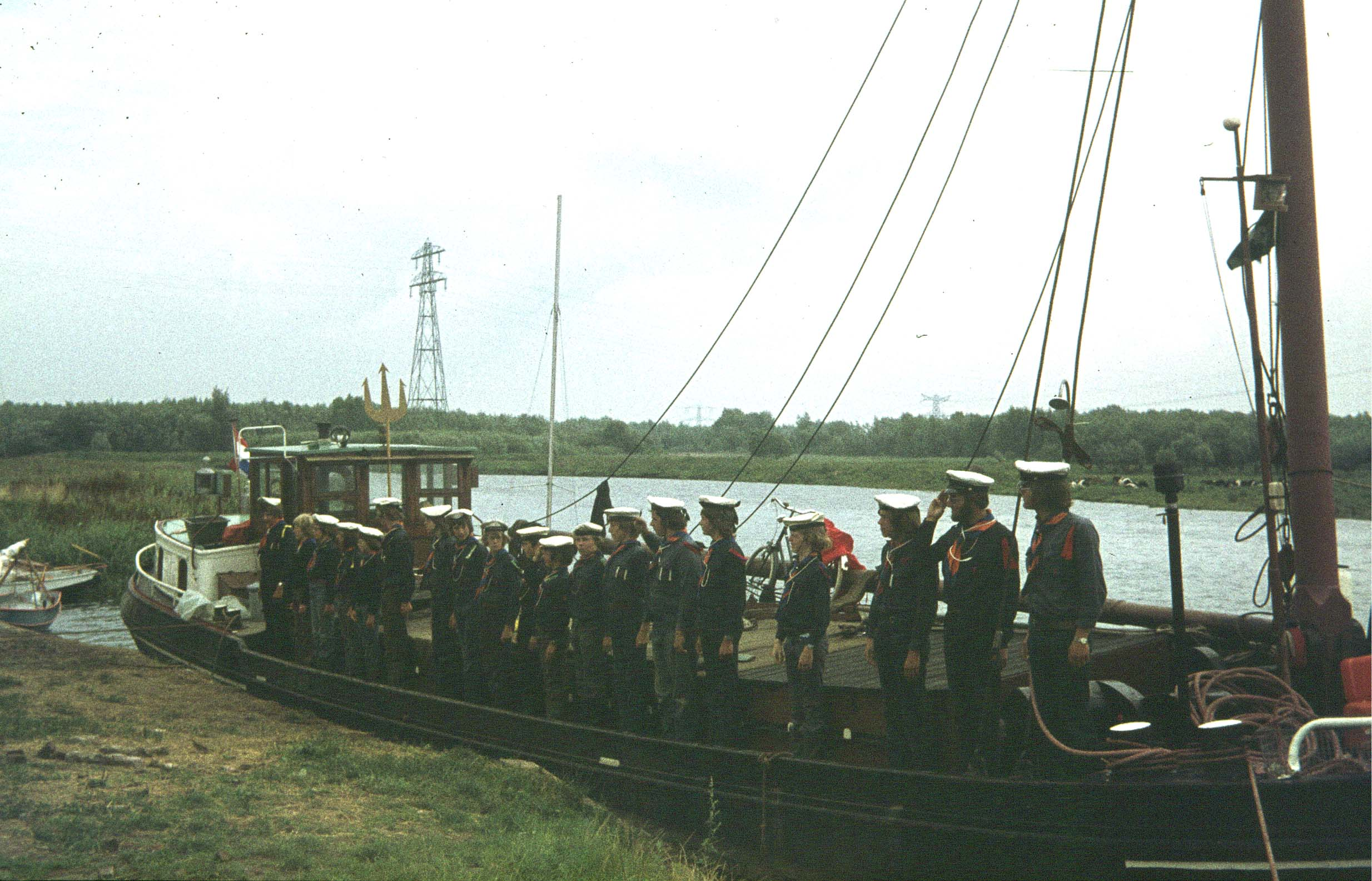
Zomerkamp 1974 Biesbosch
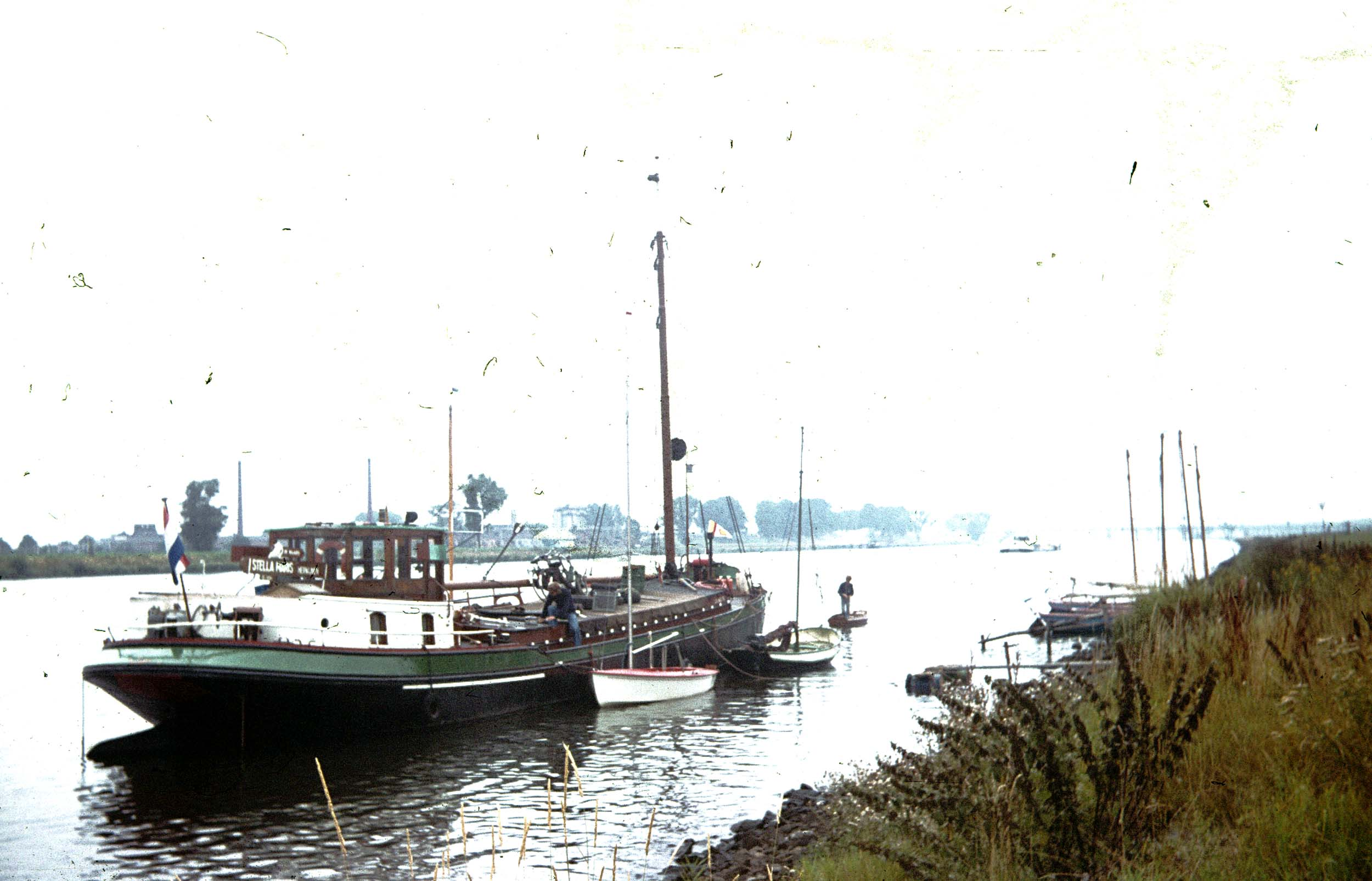
Zomerkamp 1977 Heusden
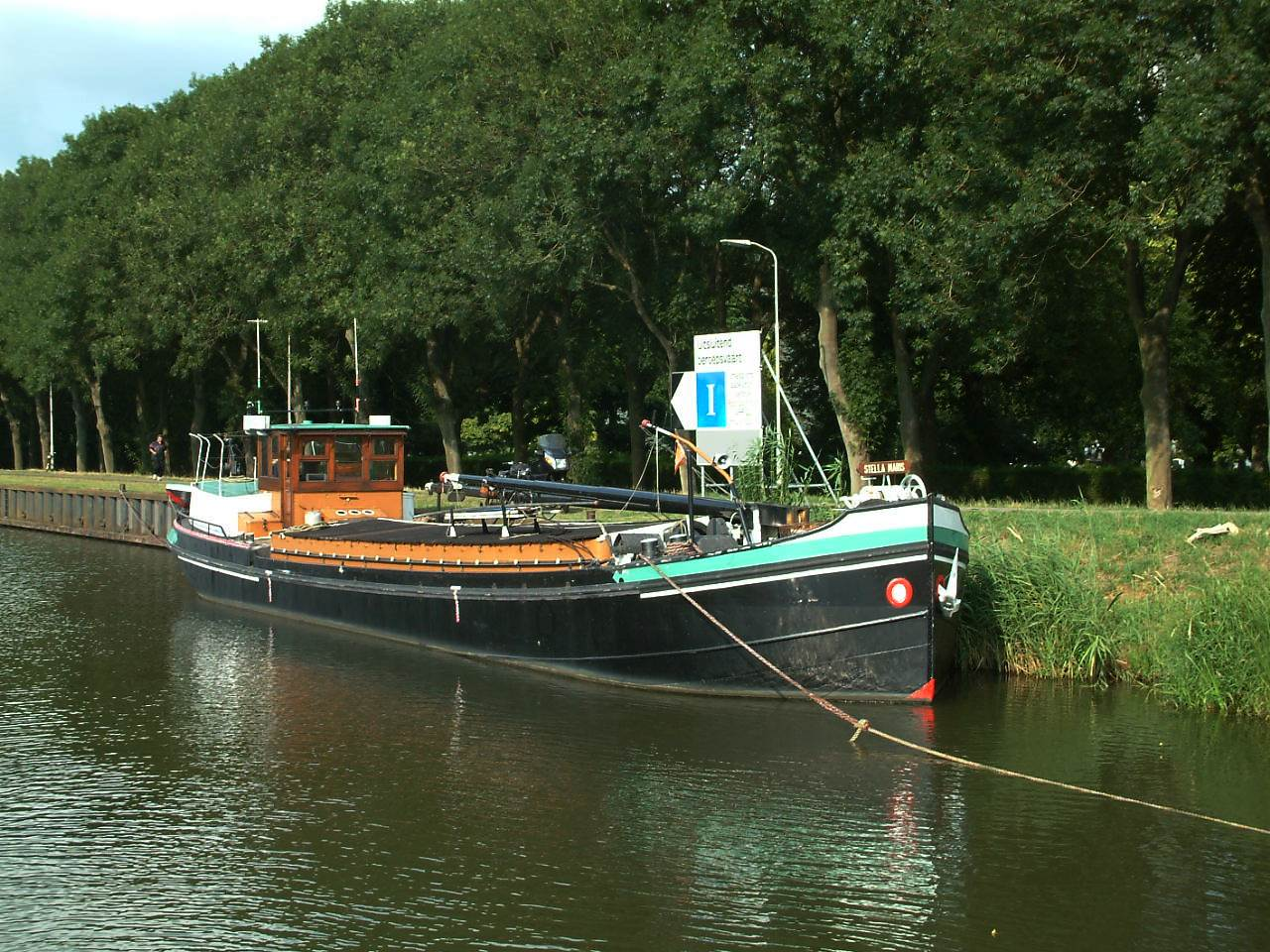
Voor de wal achter de Kerkhofsluis in Gorinchem

### Brand
Dinsdag 31 juli 2018 voer de Stella Maris volgens afspraak naar het Maritiem Museum in Rotterdam, zou daar pakweg een week als museumschip functioneren aan het gastensteiger. Onderweg vanuit Leiden brak afvarend op de Hollandse IJssel ter hoogte van de Algerabrug eind van de middag brand uit in de met kurk geïsoleerde roef. Daarbij gingen de roef en het stuurhuis verloren. In 2019 werd een nieuw, identiek stuurhuis weer geplaatst en het gerestaureerde schakelbord. In 2020 de elektronische apparatuur, waarmee het schip weer vaarklaar is. In 2022 werden weer reizen gemaakt, naar de havendagen in Woerden en de erfgoedmanifestatie in Gouda. In 2023 naar de erfgoedmanifestatie in Tilburg.

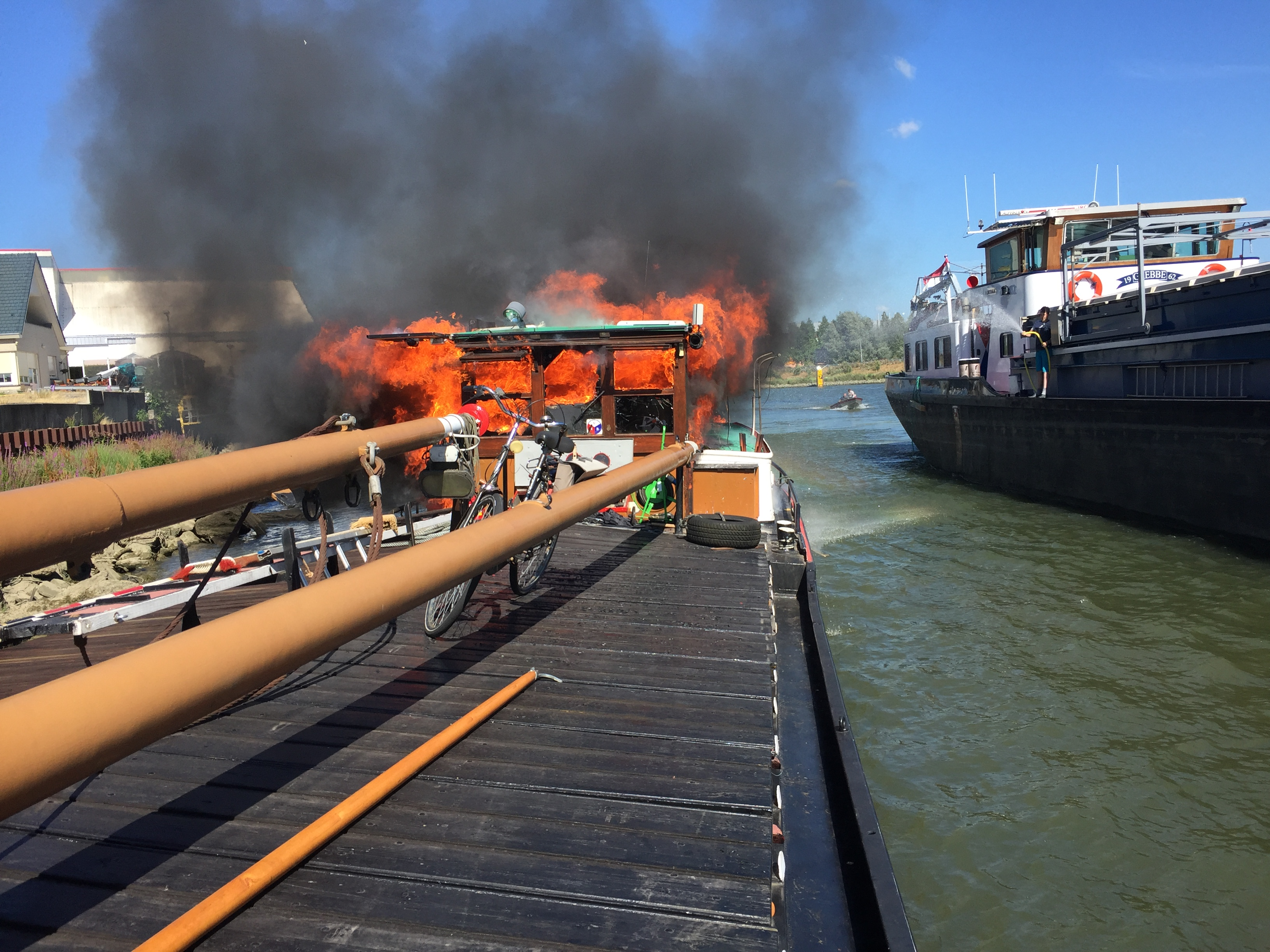
De GREBBE houdt met de dekwas het ijzer van de roef koel, waardoor deze niet door de hitte vervormt.
- De laatste vlammen
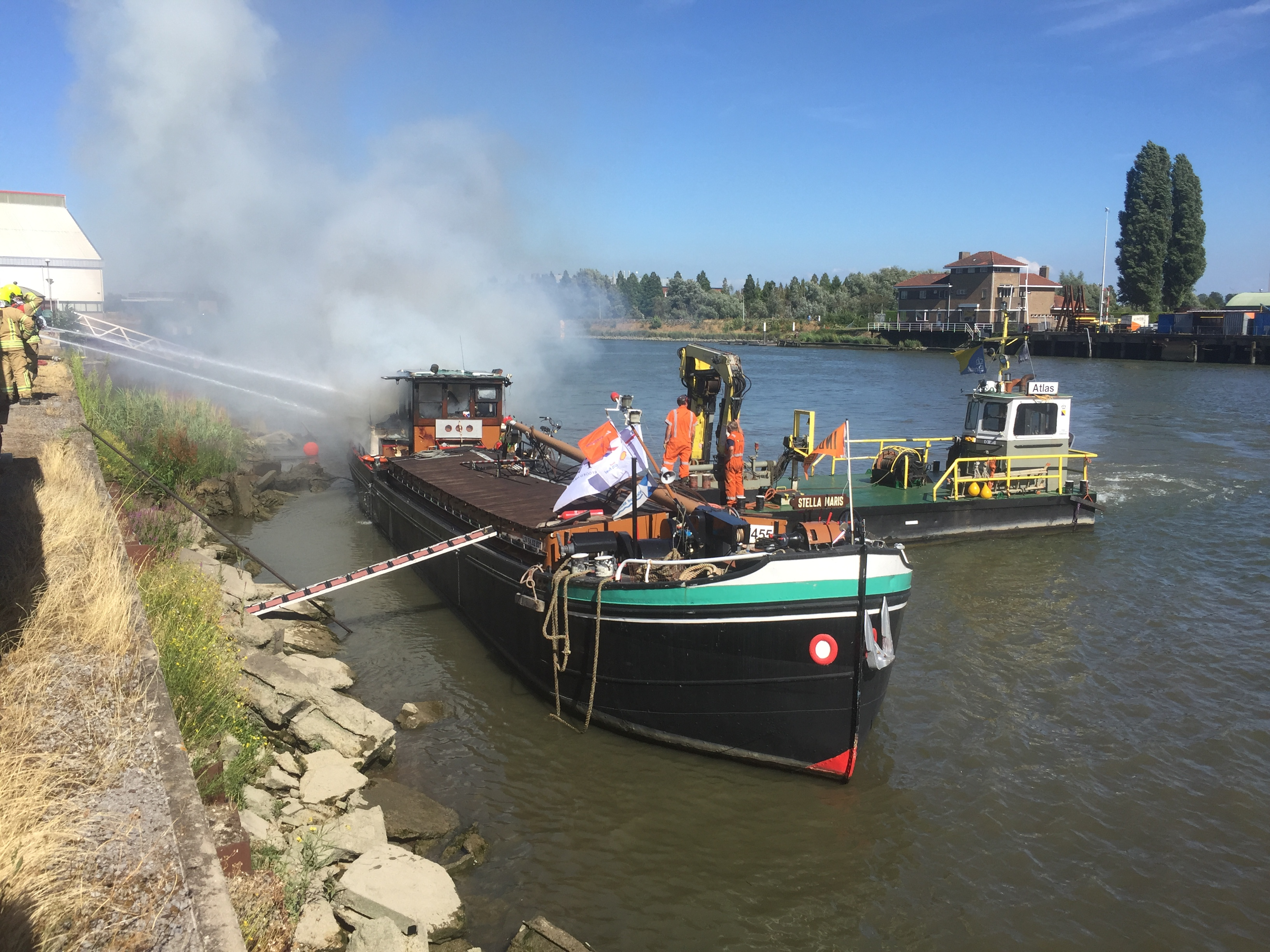
Tegen de wal gedrukt door de ATLAS
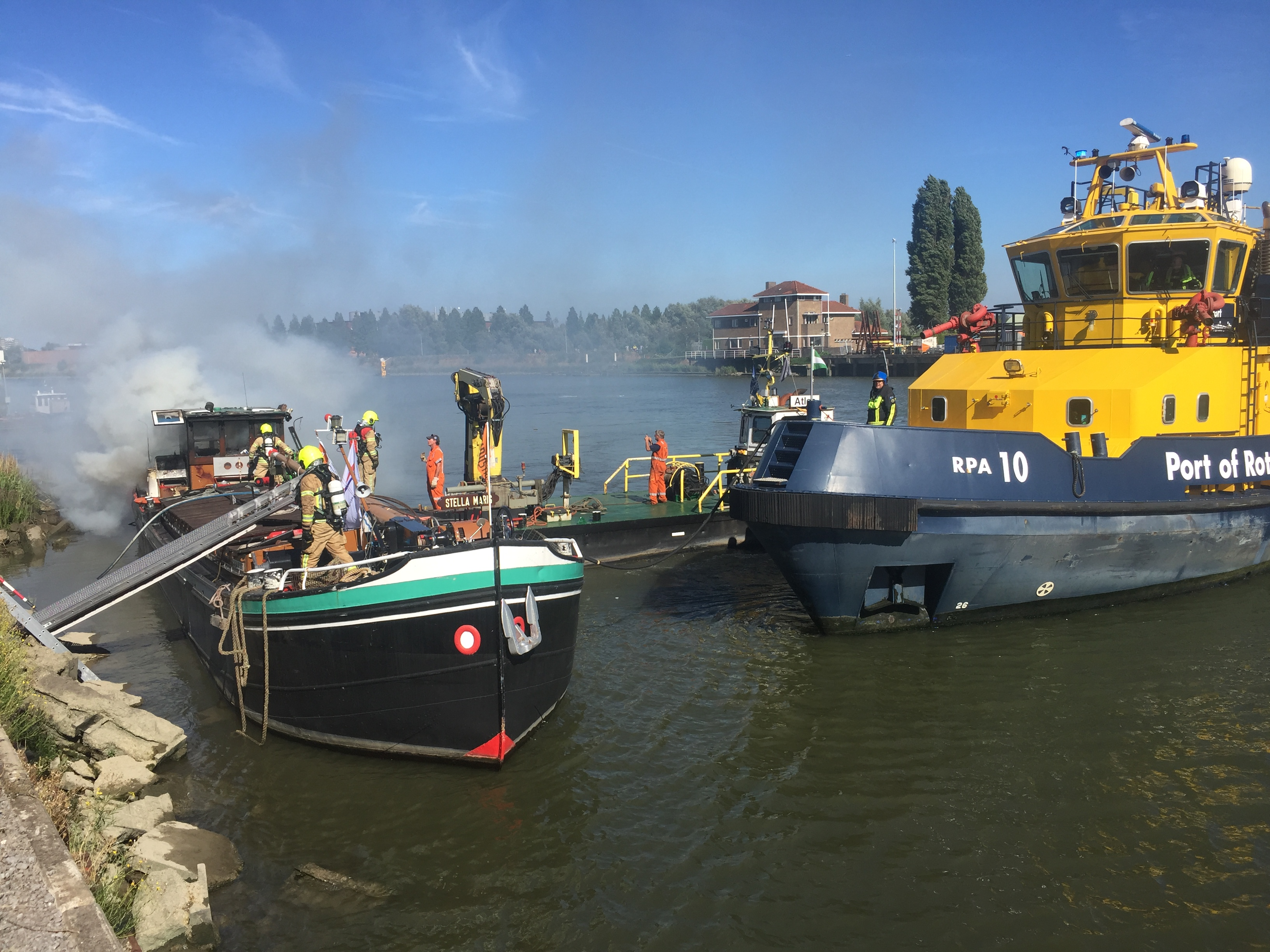
De RPA10 komt er bij
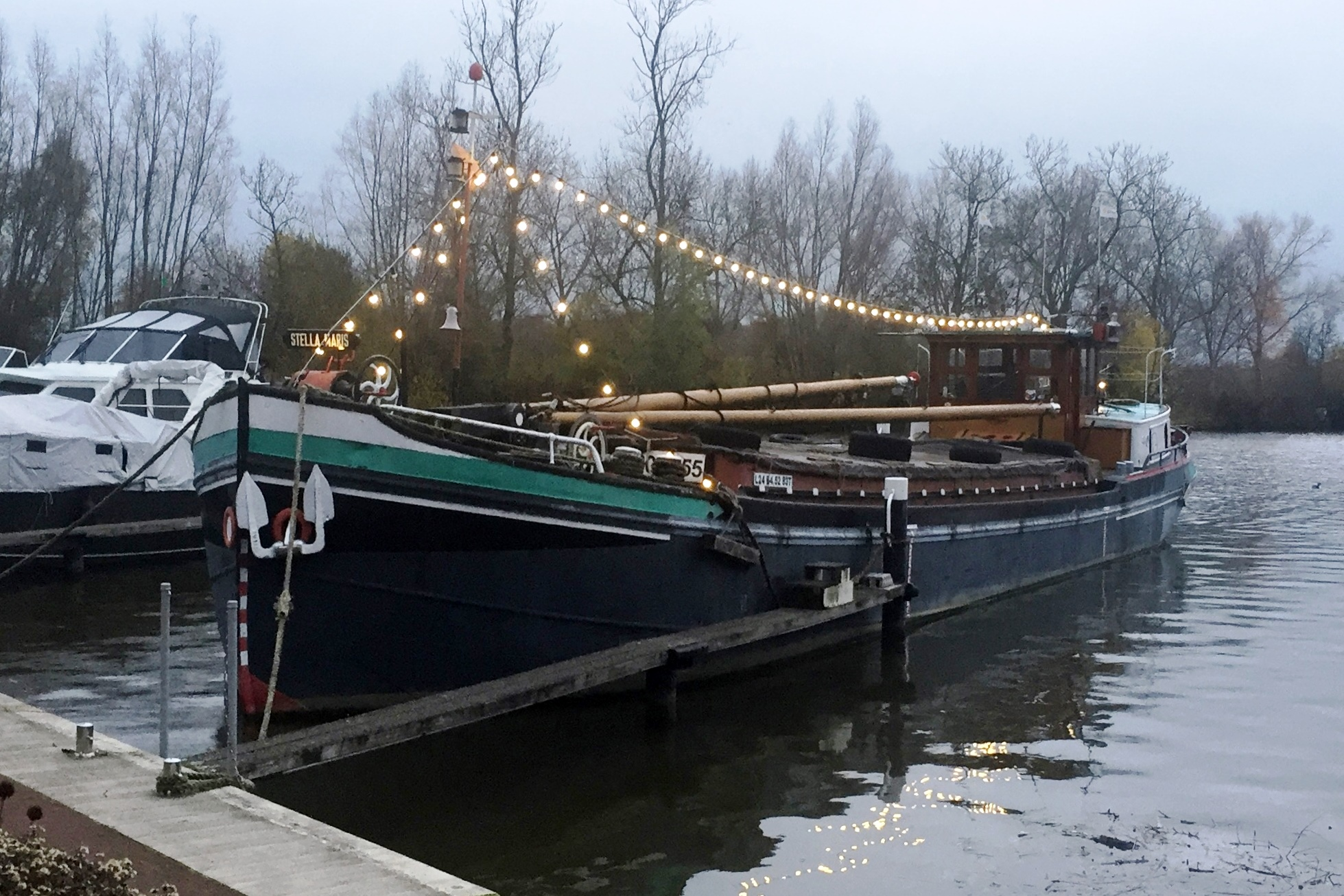
Na vier jaar weer praktisch de oude
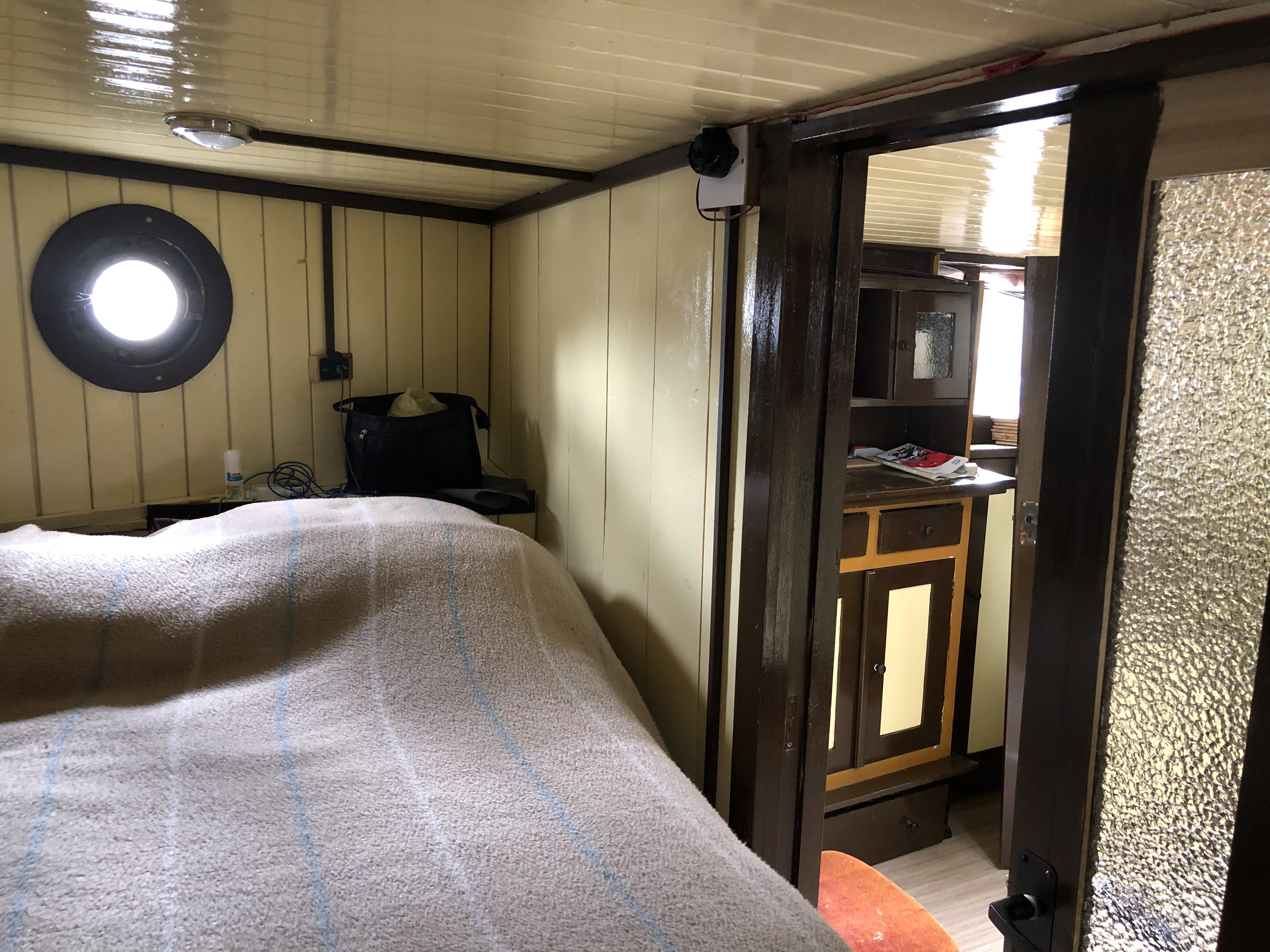
Met nagenoeg authentiek interieur
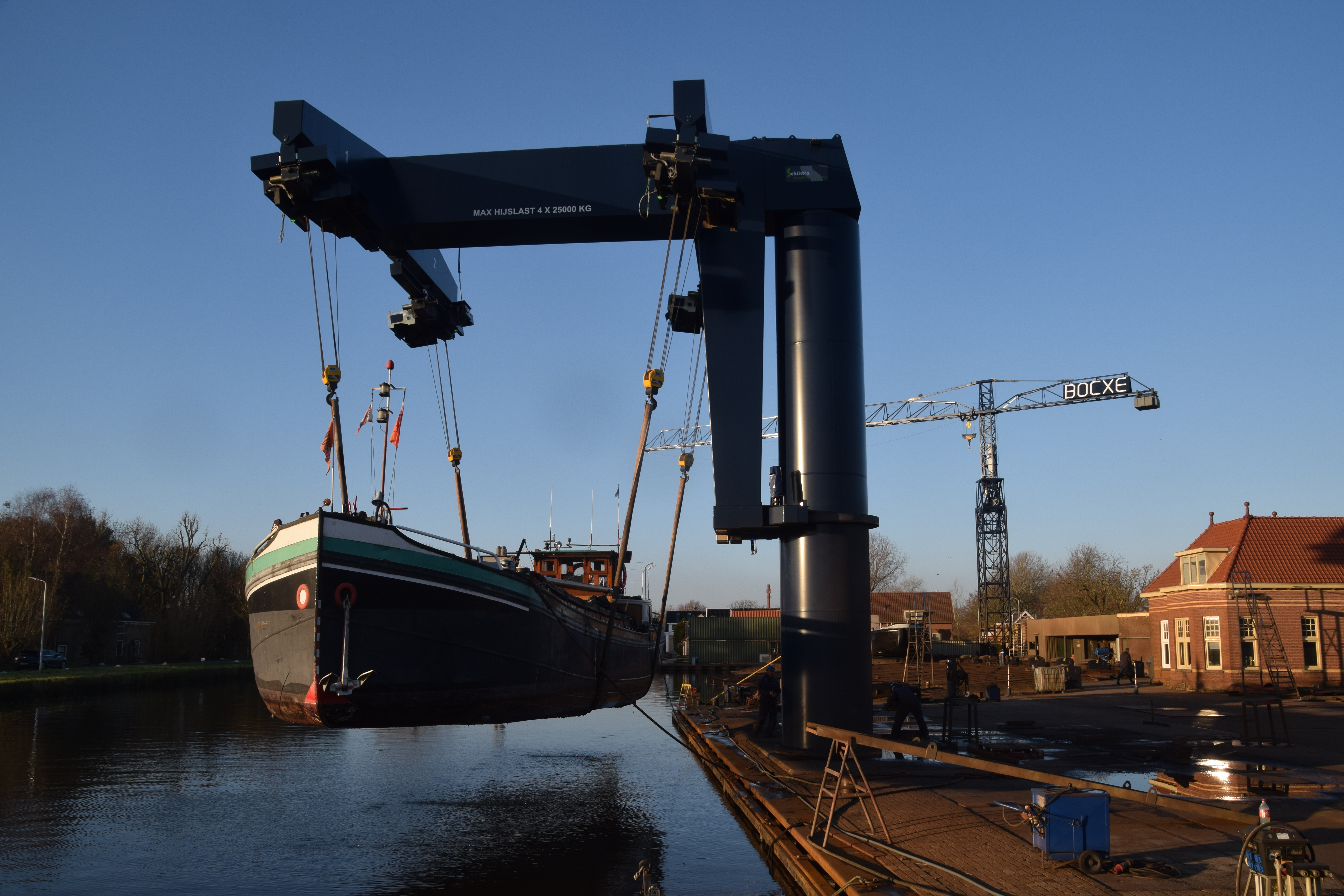
Voor een nieuw certificaat naar de werf
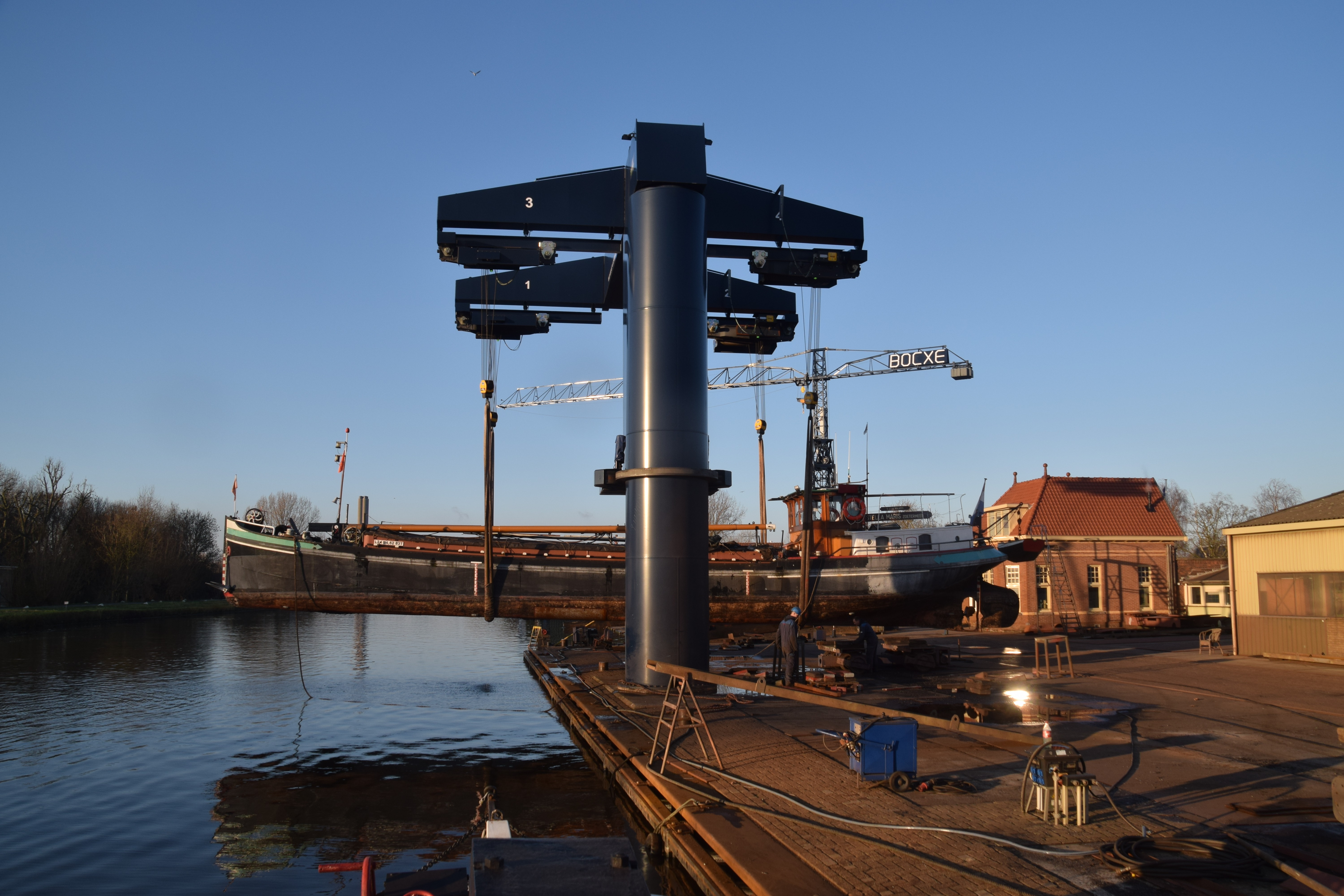
Met de kraan op de wal bij scheepswerf Bocxe

## Liggers Scheepmetingsdienst[3]
| Meetnummer | District en volgnr. | Meetdatum         | Meetplaats      | Lengte [m] | Breedte [m] | Inzinking [m] | Waterverplaatsing [ton] | Naam              | Eigenaar             | Domicilie |
| ---------- | ------------------- | ----------------- | --------------- | ---------- | ----------- | ------------- | ----------------------- | ----------------- | -------------------- | --------- |
| Ga2328N    | Gouda 2328          | 19 september 1929 | Alphen a/d Rijn | 24,08      | 4,52        | 1,52          | 83,730                  | De Zes Gebroeders | A.C. van der Meijden | Aalst     |

## Techniek
Het schip heeft nog alles aan boord voor de zelflosinstallatie voor zand en grind, alleen de bijbehorende bak is er niet meer. De motor van de zelflosinstallatie is een Claeijs 1-cilinder, die met lontjes moet worden gestart. Omdat in 1958 de nieuwe eigenaar er door Amsterdam mee onder de bruggen door wilde kunnen kruipen is toen de mastkoker ingekort, de kop en de ankerlier deelbaar gemaakt en het stuurhuis een stuk verlaagd. Uit die tijd stamt ook het afbranden van het achterrandje van de roef. (Vanaf toen het hoogste punt van het lege schip.) Op het herft heeft ook nog een poos een fornuis gestaan, recht voor het roer. De uitlaat is oorspronkelijk rechtuit langs het stuurhuis naar boven gegaan. Dat is nog zichtbaar op oude foto's en aan een ring in het dek. Of er ook een kacheltje in het vooronder heeft gestaan is niet zeker, ook op het voordek zit zo'n ring in het dek.

Technisch is sinds 1969 weinig aan het schip veranderd. Alleen is de giek ingekort om het laden en lossen van volgboten gemakkelijker te maken en zijn er alleen aanpassingen gedaan die nautisch technisch noodzakelijk waren in verband met nieuwe wetgeving. Op veel vaarwateren zijn voor een schip van deze lengte twee marifoons en Inland AIS verplicht. Ook is het schip boven de waterlijn geheel gestraald en in de zink gezet. In 2023 kreeg het bij Scheepswerf Bocxe  een nieuw vlak en werden de kimmen gedubbeld, waardoor het voor de toekomst werd behouden. Het heeft een Unie Binnenschipcertificaat tot 2031. Het vaart nog zonder boegschroef of spudpalen. 

## De motor

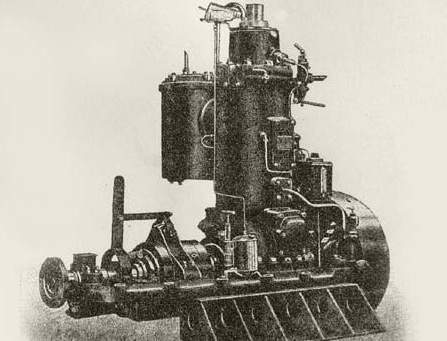
Foto 1IB6

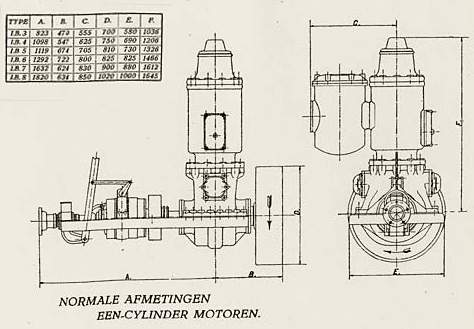
Schets 1IB6

De motor komt ook uit Alphen aan den Rijn en staat vanaf de bouw in het schip.
- Merk: Motorenfabriek "De Industrie"
- Type: 1I.B6
- Vermogen: 35 e.p.k.
- Soort: 1 cilinder ruw olie
- Omwentelingen/min.: 360
- Bouwjaar: 1929
- Motornummer: 665
- Afleverdatum: 23-09-1929

Deze gloeikopmotor heeft nog waterinjectie. Dat wil zeggen dat er naast de brandstof ook schoon water wordt ingespoten. Dat kan alleen maar bij een hete motor. Het voordeel daarvan is, dat de motor door het inspuiten van dat water volgens de handleiding van de motor ongeveer 10% meer vermogen levert. Het nadeel is, dat het schip dan meer stampt en als de waterinjectie bij bruggen en sluizen wordt vergeten af te zetten, slaat de motor erop af. 
Vanwege de status als Varend Monument met de A-status mocht er tot 1 januari 2013 rode, accijnsvrije gasolie mee gebunkerd worden. Daarna mocht deze alleen nog worden opgebruikt. In 2015 is overgegaan op het gebruik van blanke Gas-To-Liquids brandstof (GTL). Een alternatief dat het varend erfgoed kan laten voldoen aan de steeds strenger wordende emissieeisen. Het verbruik is ongeveer 5 liter GTL en 0,5 liter ongedoopte smeerolie SAE 30 per uur. De nog zichtbare rook is van de verbrande smeerolie. 

## De Bijboten

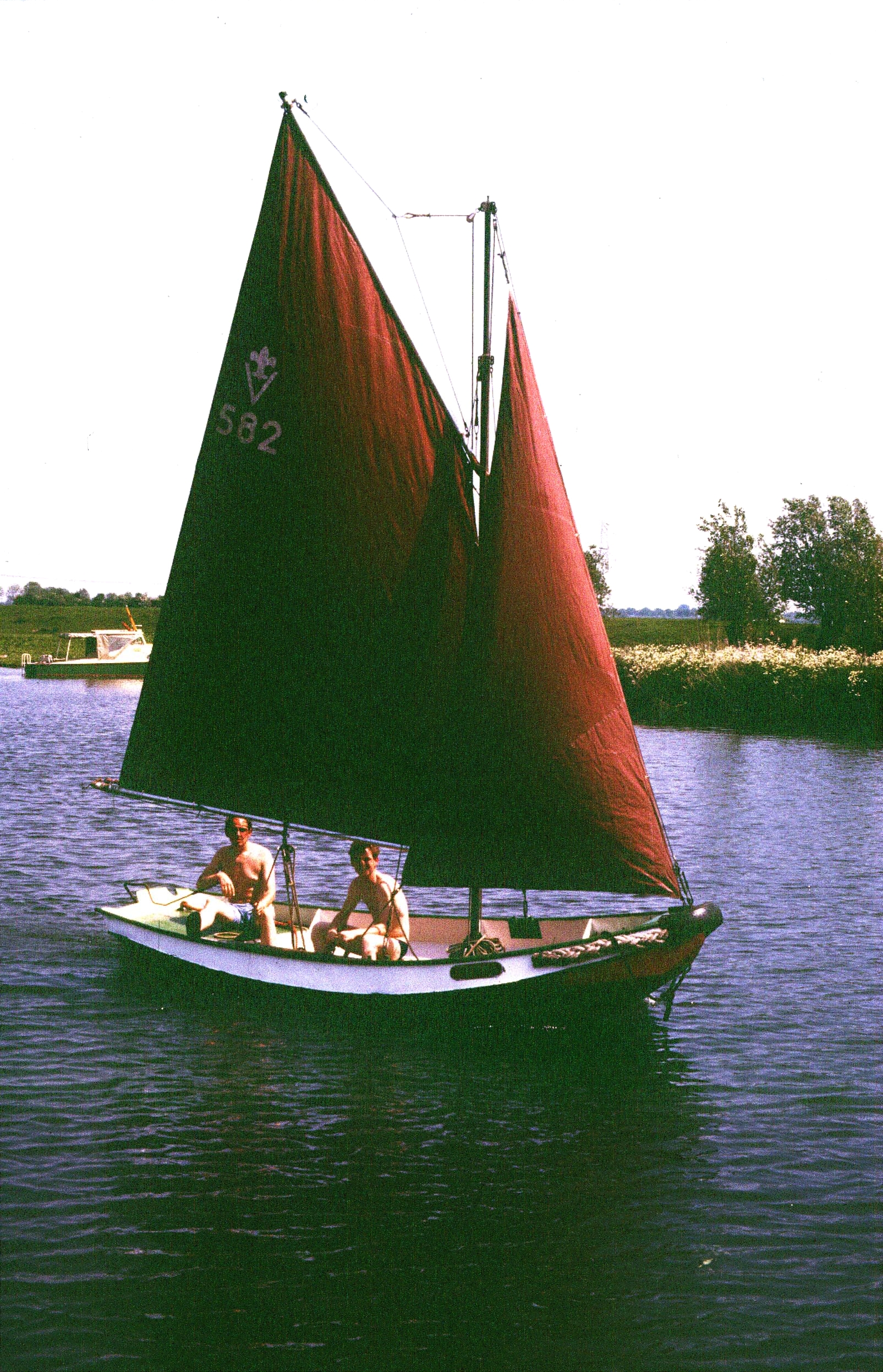
De Stuntel

De bijboten waren van het type Hollandse roeiboot.
Vanaf 29 april 1972 was het een vlet, een Lelievlet met de naam Stuntel. De huidige bijboot is een kleinere vlet, die niet meer gesleept wordt maar in een davit hangt en de naam Vlientje draagt.